# Limnephilus arizona
Limnephilus arizona là một loài Trichoptera trong họ Limnephilidae. Chúng phân bố ở miền Tân bắc.